# Mesoregione Metropolitana di Belo Horizonte
Metropolitana di Belo Horizonte è una mesoregione del Minas Gerais in Brasile.

## Microregioni
È suddivisa in 8 microregioni:
- Belo Horizonte
- Conceição do Mato Dentro
- Conselheiro Lafaiete
- Itabira
- Itaguara
- Ouro Preto
- Pará de Minas
- Sete Lagoas